# Путякове
Путяково  — скасоване село в Антроповському районі Костромської області Росії.

## Географія
Урочище знаходиться в центральній частині Костромської області, в підзоні південної тайги , на лівому березі річки Шуї, на відстані приблизно 7 кілометрів (прямий) на південний захід від селища Антропово, адміністративного центру району.

### Клімат
Клімат характеризується як помірно континентальний, із тривалою холодною багатосніжною зимою та коротким порівняно теплим літом. Середньорічна температура повітря – 2,5 °C. Середня температура повітря найхолоднішого місяця (січня) – −12,6 °C (абсолютний мінімум – −38 °C); найтеплішого місяця (липня) - 18,2 ° C (абсолютний максимум - 36 ° С). Річна кількість атмосферних опадів - 500-550 мм, з яких більшість випадає в теплий період  .

## Історія
У «Списку населених місць Костромської губернії за даними 1870-72 років» населений пункт згаданий як садиба Галицького повіту, розташована при річці Шуї, за 30 верст від повітового міста. У Путякові числився 1 двір і проживало 28 осіб (13 чоловіків та 15 жінок) .
У 1907 році в селі, що відноситься до Курнівської волості, був 1 двір і проживало 12 осіб .
Скасована не пізніше 1981 .